# Udruženje američkih geografa
Udruženje američkih geografa (AAG, engl. Association of American Geographers) je edukativno-znanstveno društvo čiji je cilj unaprjeđenje razumijevanja, proučavanja i važnosti geografije i srodnih područja.

## Povijest
Organizacija je osnovana 29. prosinca 1904. u Philadelphiji, SAD, te je udružena s Američkim društvom profesionalnih geografa (engl. American Society of Professional Geographers) 29. prosinca 1948. u Madisonu, Wisconsin.

## Članstvo
Trenutno udruženje broji članstvo od preko 9,000 geografa. Predstavlja jedno od najvećih geografskih udruženja u Sjevernoj Americi. Organizacija ujedinjuje studente, profesore, istraživače, pravnike i ostale znanstvenike diljem čitavog sjevernoameričkog kontinenta. Sjedište udruženja nalazi se u Washingtonu, DC.

## Publikacije
Annals of the Association of American Geographers i The Professional Geographer su najpoznatiji časopisi u izdanju udruženja.

## Vanjske poveznice
- The Association of American Geographers